# La Reine des girls
Pour plus de détails, voir Fiche technique et Distribution.
La Reine des girls (Blondie of the Follies) est un film américain en noir et blanc réalisé par Edmund Goulding, sorti en 1932.
Il est considéré comme une comédie sur le thème de l'ascension sociale des femmes et sur l'amitié féminine.

## Synopsis
À New York, dans un immeuble bondé de l'Upper East Side, Blondie et Lottie sont voisines et meilleures amies. Lottie rejoint les Follies, un spectacle burlesque, où elle connaît un grand succès, et change son nom en Lurline. Plus tard, quand elle la revoit, Blondie vient lui rendre visite dans son bel appartement de Park Avenue, et son ami Larry se prend d'affection pour la jolie blonde.

## Fiche technique
- Titre original : Blondie of the Follies
- Réalisation : Edmund Goulding
- Scénario : Anita Loos, Frances Marion
- Photographie : George Barnes
- Montage : George Hively
- Musique : William Axt
- Producteur : Marion Davies
- Société de production et de distribution : Metro-Goldwyn-Mayer
- Pays de production :  États-Unis
- Langue d'origine : anglais américain
- Format : noir et blanc — pellicule : 35 mm — image : 1,37:1 — son : mono (Western Electric Sound System)

- Genre : comédie, film musical
- Durée : 91 minutes
- Dates de sortie :
  - États-Unis : 1er septembre 1932
  - France : 22 septembre 1933

## Distribution
- Marion Davies : Blondie McClune
- Robert Montgomery : Larry Belmont

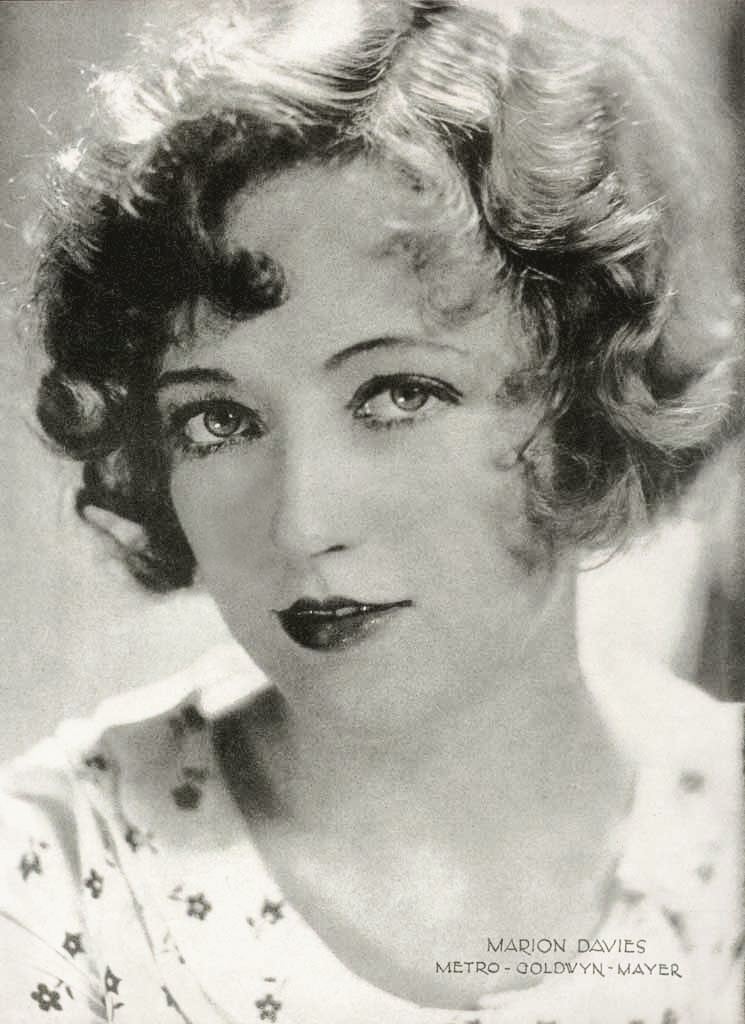
Marion Davies au début des années 1930.

- Billie Dove : Lottie Callahan / Lurline Cavanaugh
- Jimmy Durante : Jimmy
- James Gleason : Pop McClune
- ZaSu Pitts : Gertie
- Sidney Toler : Pete
- Douglass Dumbrille : Murchenson
- Sarah Padden : Ma McClune
- Louise Carter : Ma Callahan
- Clyde Cook : un danseur